# Regency (stile)
Il Regency è uno stile architettonico che si riferisce principalmente alle costruzioni inglesi del periodo dei primissimi anni del XIX secolo quando il principe Giorgio del Galles venne nominato principe reggente per conto del padre Giorgio III del Regno Unito. Lo stile corrisponde al Biedermeier dei paesi germanofoni, al Federal degli Stati Uniti ed allo stile Impero francese.
Lo stile segue perfettamente l'architettura neoclassica dello stile georgiano, aggiungendo un tocco di eleganza e luminosità alle strutture. Tratto distintivo dello stile Regency si trova nella facciata ove la porta, solitamente di colore nero, è affiancata da due colonne che talvolta sostengono un balconcino. Le balconate sono spesso in ferro battuto e le finestre ad arco sono parte integrante dello stile.
Precursore di questo stile fu John Nash che disegnò in questo stile Regent's Park e Regent Street a Londra.
Esempi eccellenti di stile Regency dominano Brighton and Hove nel Sussex orientale.
A Londra stessa vi sono molte strade in questo stile attorno ai quartieri Victoria, Pimlico, Mayfair e altri distretti del centro. 
Il villaggio di Cheltenham nel Gloucestershire fornisce altri pregevoli esempi di architettura in stile Regency a tal punto da essere definito «il più completo villaggio in stile Regency dell'Inghilterra».
Tra i monumenti più significativi dell'abitato ricordiamo la Cheltenham Synagogue largamente analizzata dallo storico dell'arte Nikolaus Pevsner.
Il termine di Regency è applicato anche al design degli interni di quello stesso periodo, esemplificati da mobili eleganti e da una carta da parati a decorazione verticale.

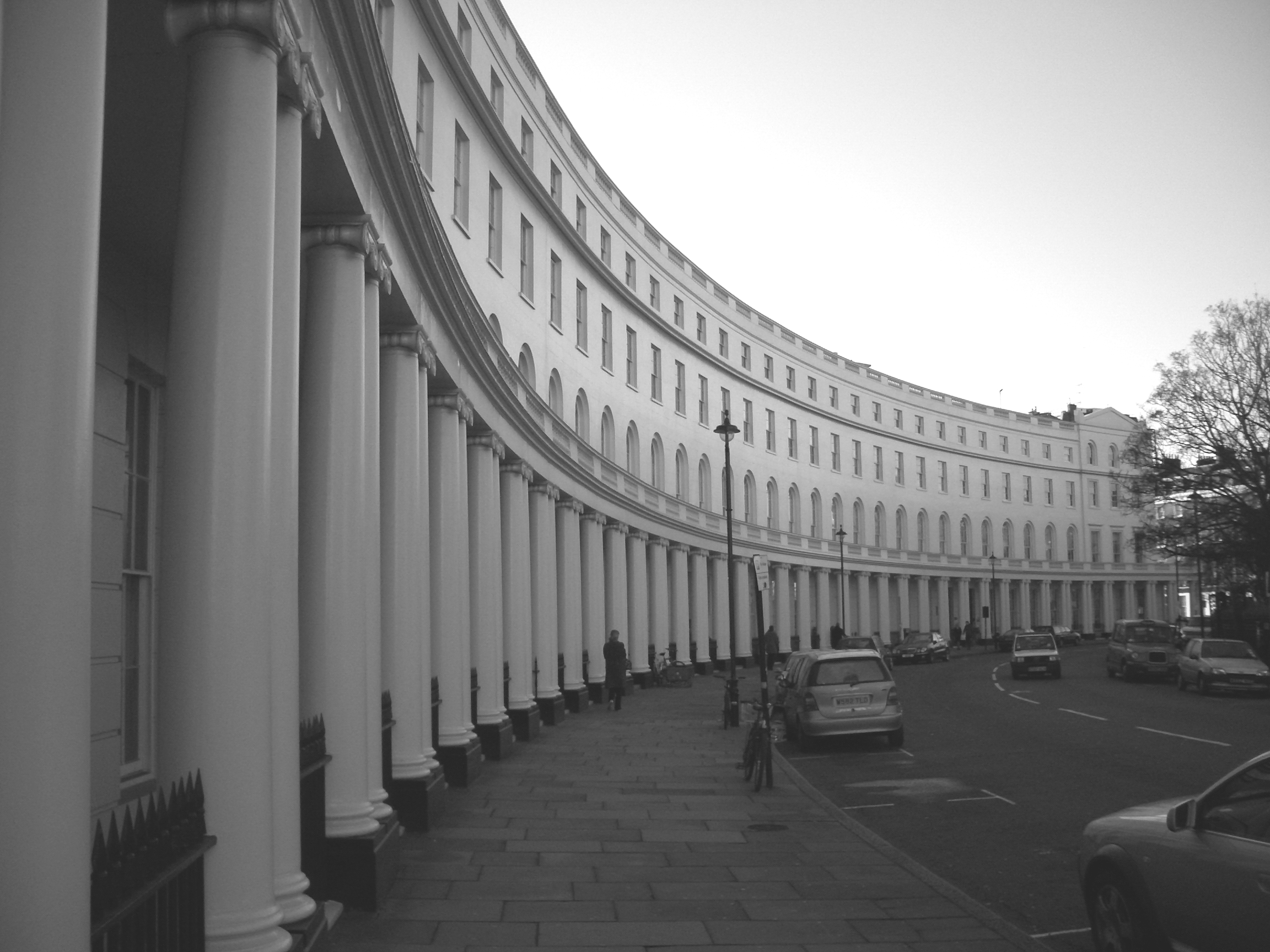
Regent's Park, Londra
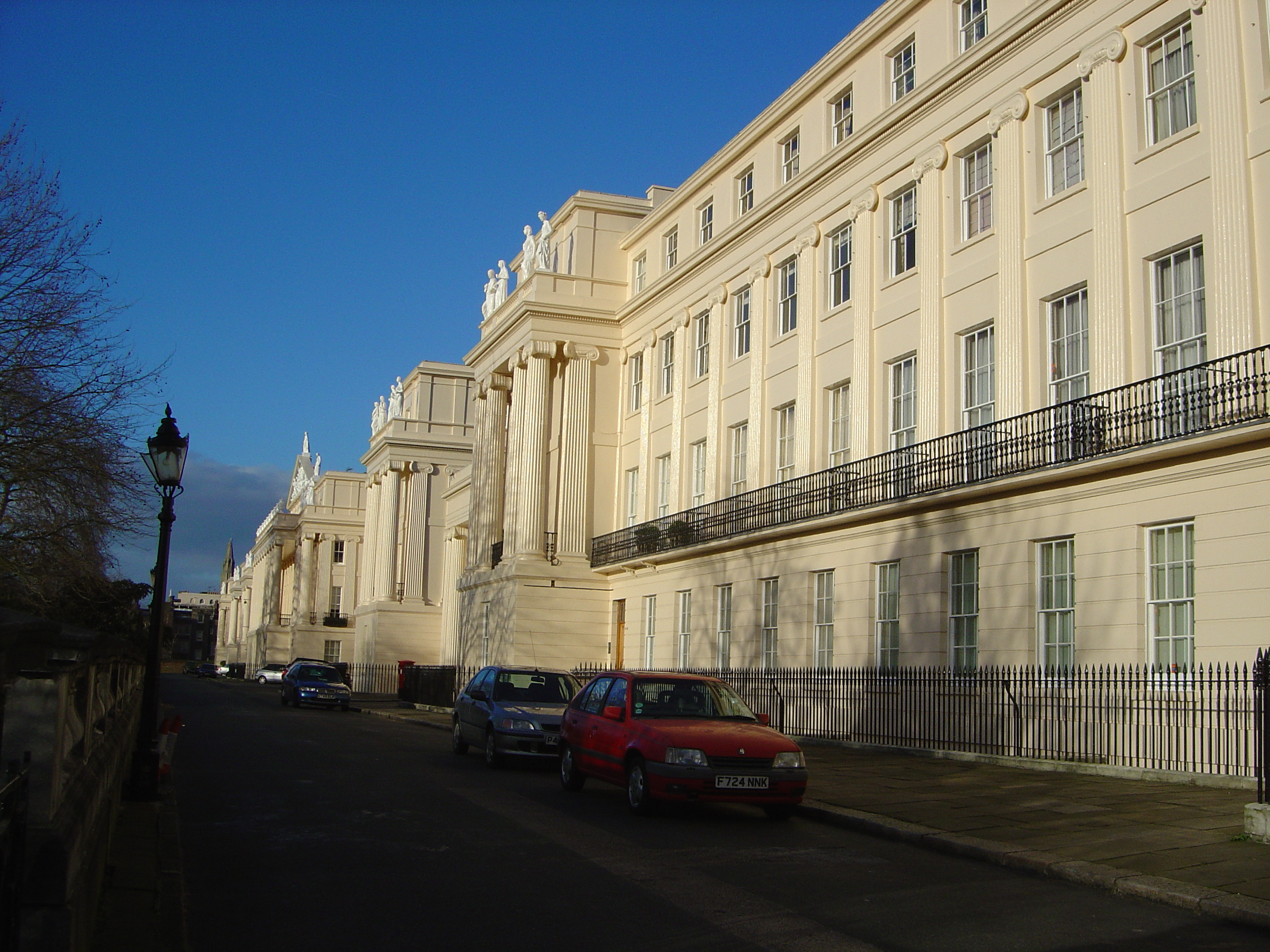
Cumberland Terrace, Londra
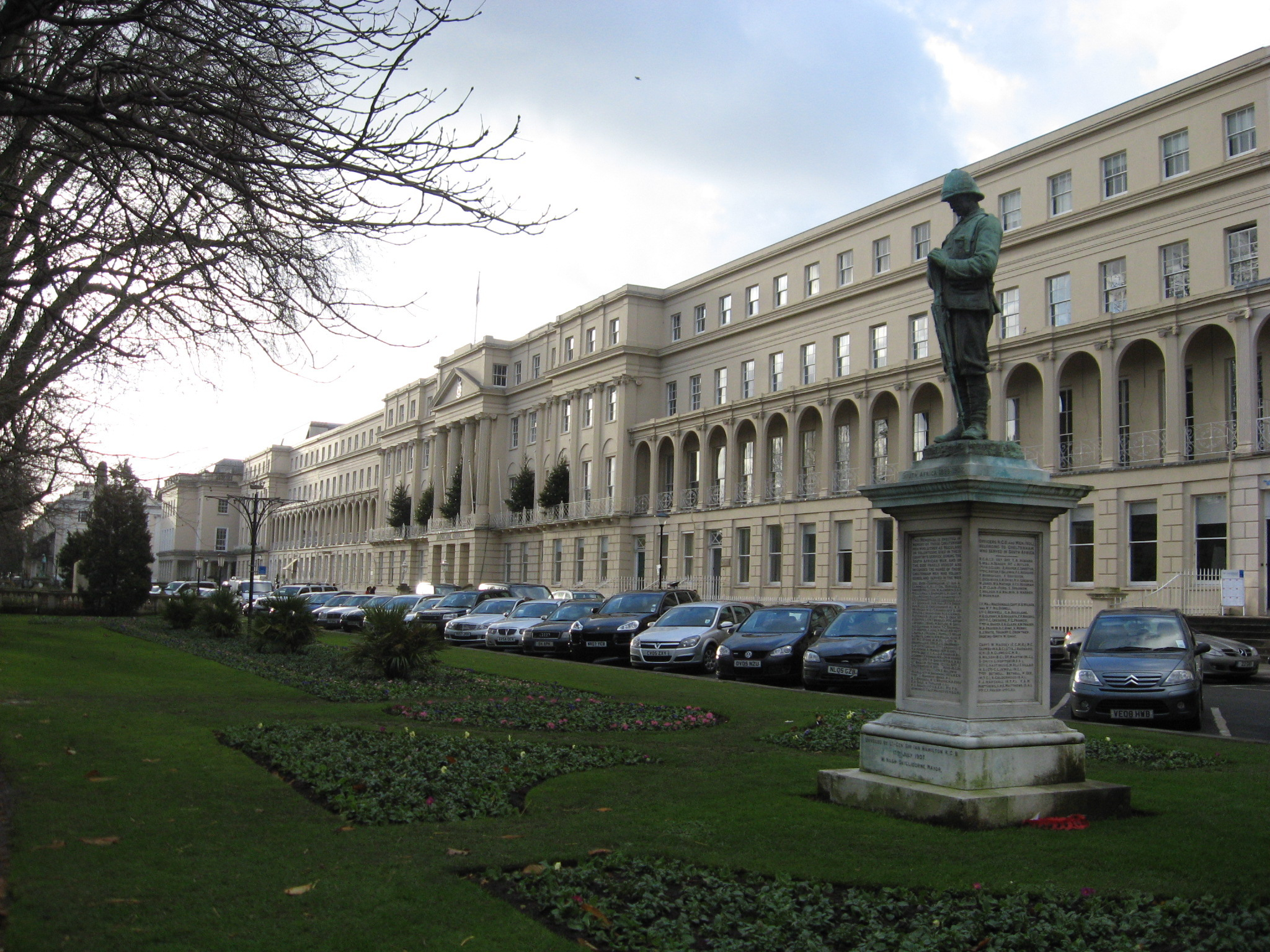
Il Cheltenham Borough Council
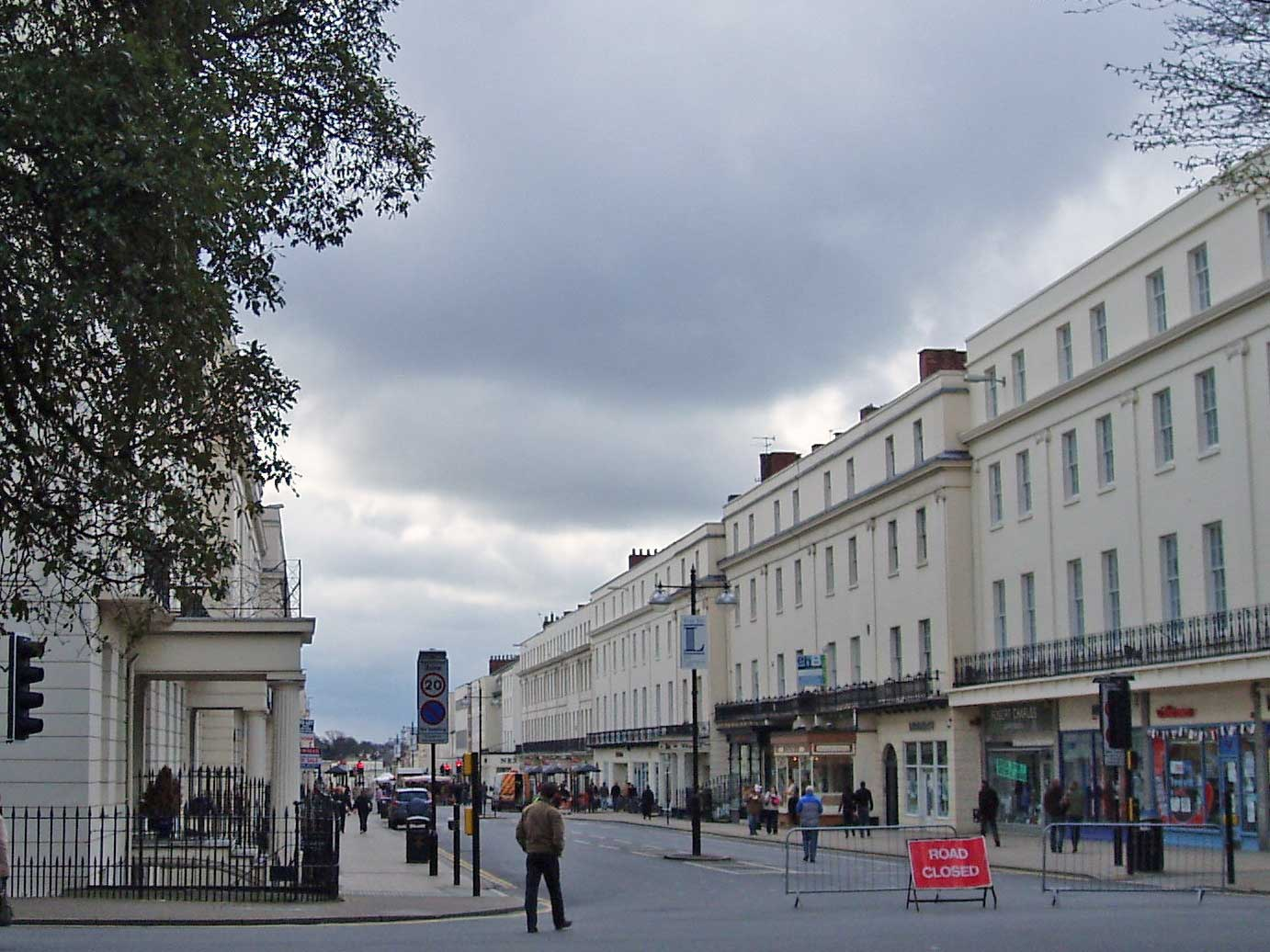
The Parade Royal Leamington Spa
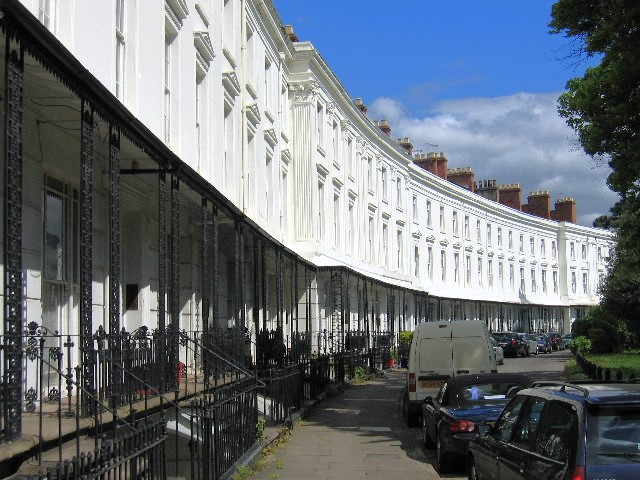
Lansdowne Crescent Royal Leamington Spa